# Plan de Corones
Le Plan de Corones (appellation en italien et en ladin, Kronplatz en allemand) est un sommet des Dolomites, à 2 277 mètres, dans les Alpes italiennes, en Italie (Trentin-Haut-Adige, province autonome de Bolzano), non loin de la frontière autrichienne.

## Sports d'hiver
Depuis janvier 2017, la piste noire d'Erta sur le site de San Vigilio di Marebbe accueille une épreuve de Coupe du monde de ski : un slalom géant féminin. L'Italienne Federica Brignone s'y est imposée en 2017, l'Allemande Viktoria Rebensburg en 2018, l'Américaine Mikaela Shiffrin en 2019 et 2023, la Française Tessa Worley en 2021 et la Suédoise Sara Hector en 2022. 
La Fédération internationale de ski mentionne uniquement le nom allemand Kronplatz lors de ses compétitions, conformément à l'usage local pour la communication destinée aux touristes qui place Plan de Corones au second plan. Dans cette région germanophone du Trentin-Haut-Adige (nommé dans cette langue Südtirol), il en va de même pour un site voisin théâtre de la Coupe du monde de biathlon, Anterselva, dont le nom privilégié par la fédération internationale (IBU) est Antholz.

Panorama sur les Dolomites depuis le Plan de Corones.

## Ascension cycliste
Le Plan de Corones a été trois fois le théâtre de l'arrivée d'une étape du Tour d'Italie. Cependant, en 2006, pour sa première programmation, la dix-septième étape a été raccourcie, l'arrivée se jugeant au Passo Furcia en raison de chutes de neige et de pluie battante en haut de la station. Leonardo Piepoli l'emporta alors.
Une nouvelle ascension eut lieu lors du Tour d'Italie 2008. Celle-ci fut le théâtre de la seizième étape contre-la-montre, où Franco Pellizotti s'imposa.
Le 25 mai 2010, le Giro fit à nouveau étape au Plan de Corones, une fois de plus au cours d'un contre-la-montre. L'Italien Stefano Garzelli fut cette fois le plus rapide, parcourant les 12,9 km de montée en 41 min 18, devançant l'Australien Cadel Evans et le Français John Gadret.
La montée est réputée pour ses pourcentages élevés (7,5 % de moyenne). En effet, en fin d'ascension, la pente atteint jusqu'à 24 %, ce qui fait de ce passage l'un des plus raides d'Europe.
La route comporte 13 virages en épingle à cheveux, dédiés à autant de gagnants du Giro. De bas en haut, les courbes sont dédiées à : (13) Gaetano Belloni, (12) Costante Girardengo, (11) Giovanni Brunero, (10) Alfredo Binda, (9) Learco Guerra, (8) Giovanni Valetti, (7) Gino Bartali, (6) Hugo Koblet, (5) Fausto Coppi, (4) Gastone Nencini, (3) Charly Gaul, (2) Jacques Anquetil, (1) Marco Pantani.
- 2006 : (étape raccourcie pour des raisons météorologiques)
- 2008 :  Franco Pellizotti (étape contre-la-montre)
- 2010 :  Stefano Garzelli (étape contre-la-montre)

## Musées

### Messner Mountain Museum

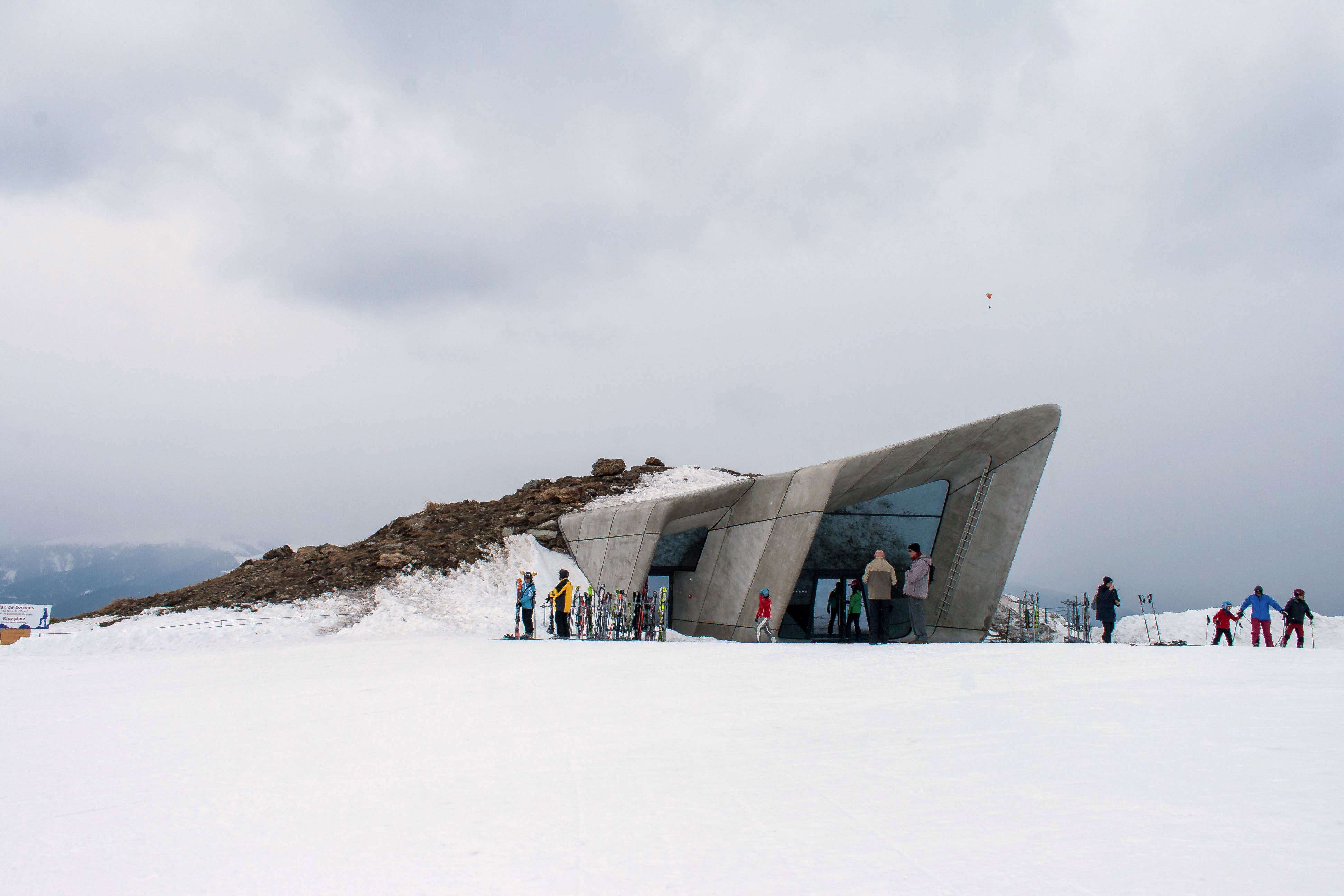
Messner Mountain Museum.

Le 24 juillet 2015, l'alpiniste Reinhold Messner ouvre le MMM Corones, sixième musée de sa chaîne Messner Mountain Museums, dans lequel est abordé le thème de l'escalade. Le bâtiment est réalisé par l'architecte Zaha Hadid.

### LUMEN - Musée de la photographie de montagne
En décembre 2018, un musée de photographie futuriste, baptisé LUMEN, a été inauguré à la station de montagne, conçu par les architectes EM2 Architekten.

## Curiosités

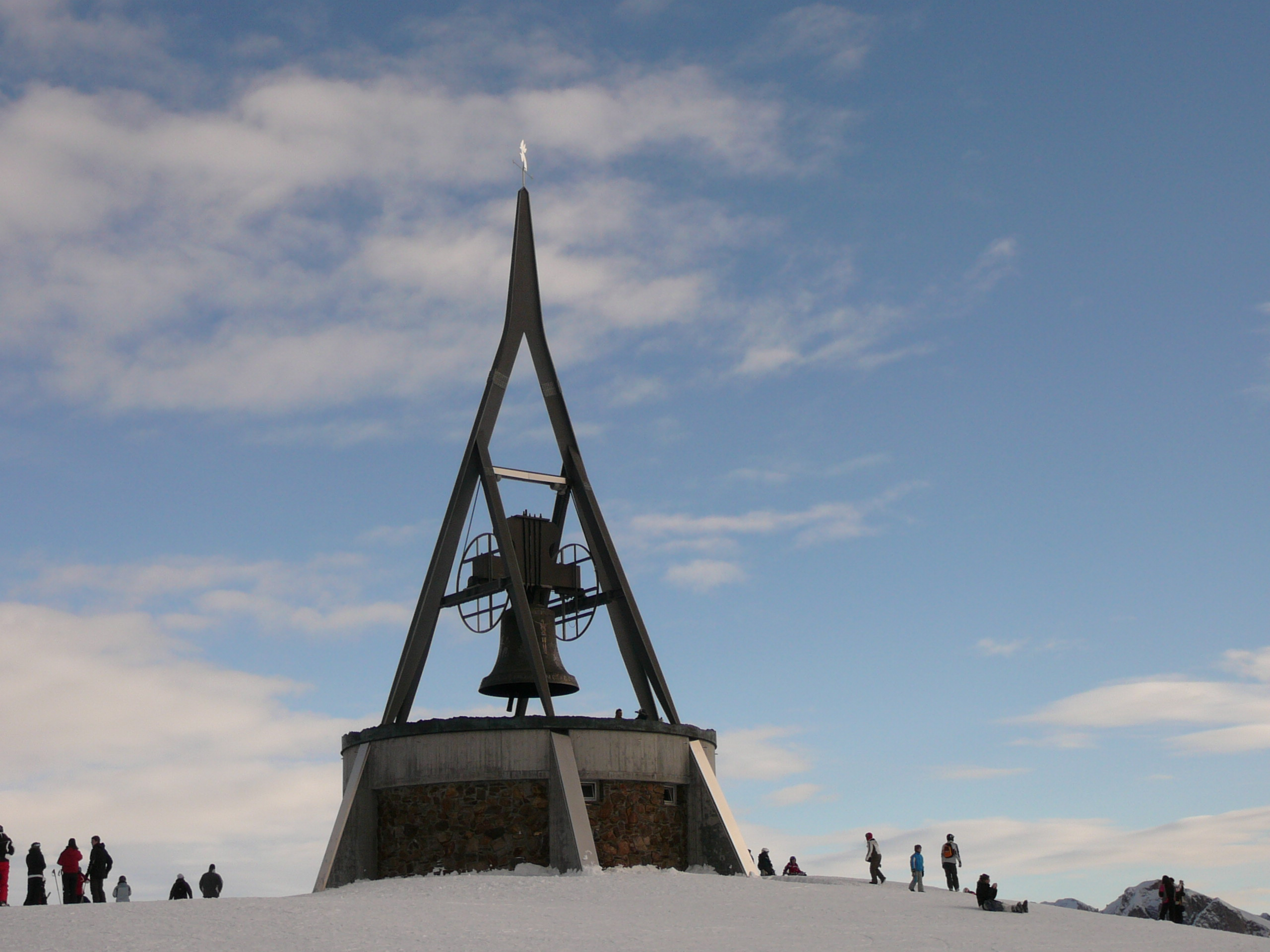
La cloche Concordia 2000.

### Bell Concordia
La cloche de la paix Concordia 2000 a été inaugurée et bénie à Plan le samedi 26 juillet 2003, la 2e plus grande cloche des Alpes, pesant 18 tonnes, coulée dans le but de porter un message de paix et de coexistence entre les peuples.

### LaSchützenkapelle

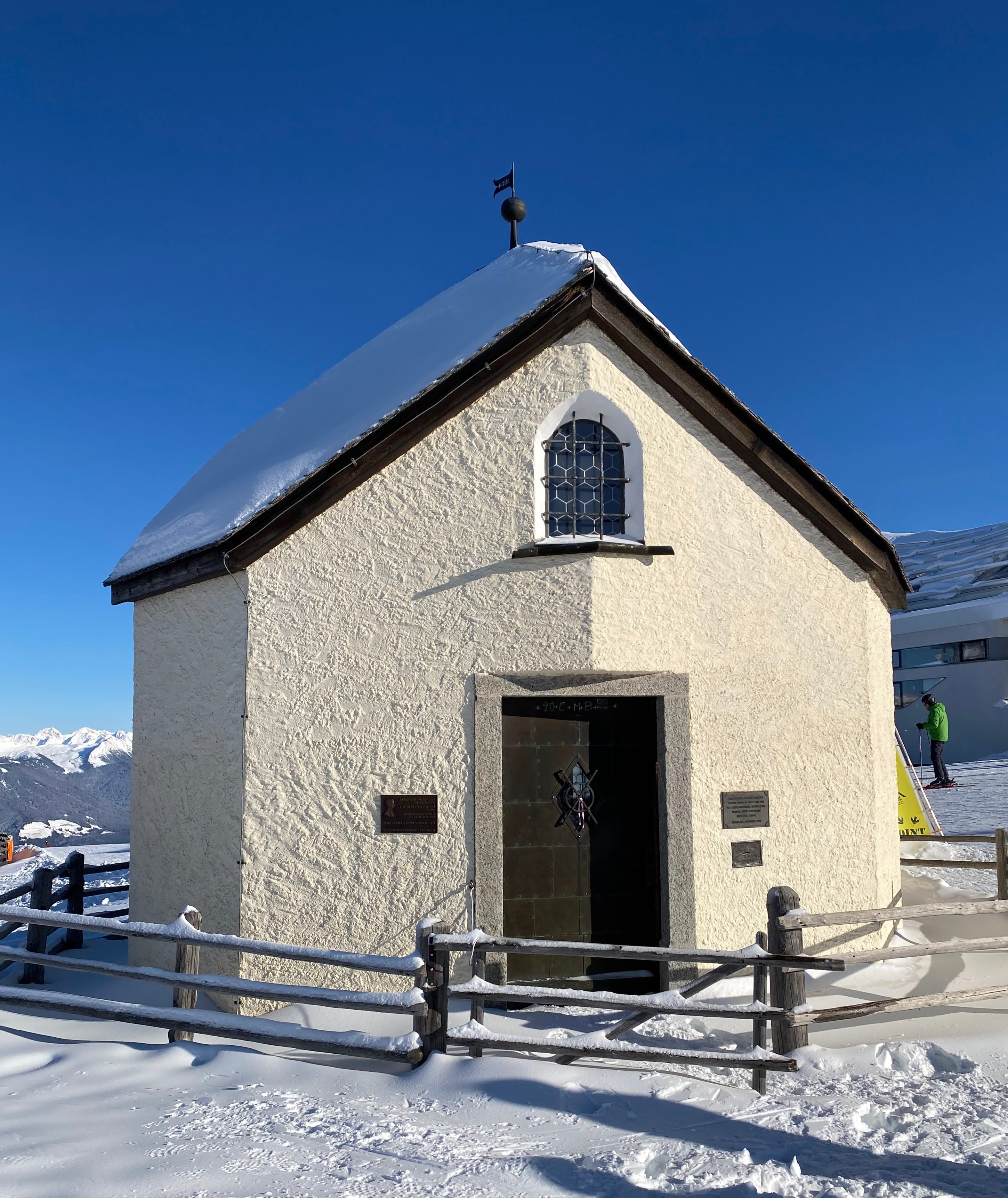
Schützenkapelle

Au sommet de la montagne se trouve la Schützenkapelle, dédiée à San Sébastian.